# Аларкон, Мартин
Марти́н Карлос Аларко́н (исп. Martín Carlos Alarcón; 25 декабря 1928, Формоса — 30 ноября 1988, Лос-Анджелес) — аргентинский и парагвайский футболист, нападающий.

## Карьера
Мартин Аларкон начал карьеру в 1945 году в клубе «Спортиво Патрия». Там его заменил тренер Мануэль Флейтас Солич, который поспособствовал переходу игрока в «Либертад». В 1951 году он возвратился в Аргентину, где провёл одну официальную встречу за «Ривер Плейт» и несколько товарищеских матчей. После этого футболист возвратился в Парагвай, где выступал за «Спортиво Лукеньо», а затем вновь за «Либертад».
В 1954 году Аларкон приехал в Бразилию, в клуб «Америка», куда его вновь позвал Флейтас Солич. В первом же сезоне игрок помог команде занять второе место в Лиге Кариоке. Годом позже «Америка» также дошла до финала, но здесь проиграла «Фламенго» в трёх матчах. Аларкон выступал за команду до 1959 года. В 1960 году форвард перешёл в «Мильонариос», с которым дважды выиграл чемпионат Колумбии. В 1962 году Аларкон выступал за клуб «Темперлей».

## Достижения
- Чемпион Колумбии: 1961, 1962